# Figlie di Maria, Madre della Chiesa (Cáceres)
Le Figlie di Maria, Madre della Chiesa (in inglese Daughters of Mary, Mother of the Church; sigla D.M.), sono un istituto religioso femminile di diritto pontificio.

## Storia
La congregazione fu fondata da Teopisto Valderrama Alberto, arcivescovo di Cáceres, e ricevette un primo riconoscimento ecclesiastico l'11 ottobre 1966.

## Attività e diffusione
Le suore si dedicano alle opere sociali.
La sede generalizia è a Naga City.
Alla fine del 2015 l'istituto contava 131 religiose in 34 case.